# Metoda Schneiera
Metoda Schneinera – algorytm wykorzystywany do trwałego usuwania danych, jak np. pliku z twardego dysku. Stosowany dla bezpieczeństwa. Wynaleziony przez B. Schneiera, składający się z 7 przebiegów.
W pierwszym występuje nadpisanie "zerami", w drugim "jedynkami", natomiast w pozostałych pięciu przypadkowo wygenerowanymi kodami.
Metoda ta znalazła zastosowanie w znacznie mniejszej liczbie programów niż metoda Gutmanna.